# Ракпаров, Чингиз Русланович
Чингиз Русланович Ракпаров (род. 5 июля 1995 года, Алма-Ата, Казахстан) — казахстанский двоеборец. Первый спортсмен из Казахстана, получивший лицензию на Олимпийские игры (2022) в лыжном двоеборье.

## Биография
В спорт Чингиза привели отец с дядей. Сначала занимался прыжками с трамплина, в 18 лет перешёл в лыжное двоеборье.
В 2022 году Чингиз Ракпаров стал первым двоеборцем в истории Казахстана, получившим лицензию на зимние Олимпийские игры. 9 февраля в соревнованиях по прыжкам с нормального трамплина (К-95) и лыжной гонке на 10 километров он занял 41-е место, а 16 февраля занял 43-место по прыжкам с большого трамплина (К-125) и лыжной гонке на 10 километров.

## Результаты выступлений
| Год  | Соревнование                               | Место проведения | Дисциплина                                  | Место |
| ---- | ------------------------------------------ | ---------------- | ------------------------------------------- | ----- |
| 2017 | Чемпионат мира по лыжным видам спорта 2017 | Лахти            | Гундерсен Большой трамплин 130 м + 10 км    | 53    |
| 2017 | Чемпионат мира по лыжным видам спорта 2017 | Лахти            | Гундерсен Нормальный трамплин 100 м + 10 км | 54    |
| 2019 | Чемпионат мира по лыжным видам спорта 2019 | Зефельд          | Команда 109 м + 4x5 км                      | 12    |
| 2019 | Чемпионат мира по лыжным видам спорта 2019 | Зефельд          | Командный спринт 130 м + 2x7,5 км           | 14    |
| 2019 | Чемпионат мира по лыжным видам спорта 2019 | Зефельд          | Гундерсен Нормальный трамплин 109 м + 10 км | 49    |
| 2019 | Чемпионат мира по лыжным видам спорта 2019 | Зефельд          | Гундерсен Большой трамплин 130 м + 10 км    | 51    |
| 2021 | Чемпионат мира по лыжным видам спорта 2021 | Оберстдорф       | Команда 106 м + 4x5 км                      | 12    |
| 2021 | Чемпионат мира по лыжным видам спорта 2021 | Оберстдорф       | Командный спринт 137 м + 2x7,5 км           | 14    |
| 2021 | Чемпионат мира по лыжным видам спорта 2021 | Оберстдорф       | Гундерсен Нормальный трамплин 106 м + 10 км | 49    |
| 2021 | Чемпионат мира по лыжным видам спорта 2021 | Оберстдорф       | Гундерсен Большой трамплин 137 м + 10 км    | 49    |
| 2022 | Зимние Олимпийские игры 2022               | Пекин            | Нормальный трамплин + 10 км                 | 41    |
| 2022 | Зимние Олимпийские игры 2022               | Пекин            | Большой трамплин + 10 км                    | 43    |